# Collegio elettorale di Milano II (Senato della Repubblica)
Il collegio di Milano II fu un collegio elettorale uninominale della Repubblica Italiana appartenente alla Circoscrizione Lombardia; fu utilizzato per eleggere un senatore della Repubblica dalla I alla XI legislatura.

## Storia
Il collegio venne creato nel 1948 secondo la legge n. 29 del 6 febbraio 1948 la quale, pur basandosi sull'impianto proporzionale in vigore per la Camera, rispetto a quest'ultima conteneva alcuni piccoli correttivi in senso maggioritario. Tale legge ebbe il suo definitivo perfezionamento col Testo Unico n. 361 del 1957. Differentemente dalla Camera, la legge elettorale del Senato si articolava su base regionale, seguendo il dettato costituzionale (art.57). Ogni Regione era suddivisa in tanti collegi uninominali quanti erano i seggi ad essa assegnati. All'interno di ciascun collegio, veniva eletto il candidato che avesse raggiunto il quorum del 65% delle preferenze: tale soglia, oggettivamente di difficilissimo conseguimento, tradiva l'impianto proporzionale su cui era concepito anche il sistema elettorale della Camera Alta. Qualora, come normalmente avveniva, nessun candidato avesse conseguito l'elezione, i voti di tutti i candidati venivano raggruppati in liste di partito a livello regionale, dove i seggi venivano allocati utilizzando il metodo D'Hondt delle maggiori medie statistiche e quindi, all'interno di ciascuna lista, venivano dichiarati eletti i candidati con le migliori percentuali di preferenza.
Il collegio di Milano II venne abrogato nel 1993, con la cosiddetta Legge Mattarella (Legge n. 276, Norme per l'elezione del Senato della Repubblica), attuata in seguito al referendum abrogativo del 1993. Con la legge Mattarella venne istituito per la Camera dei deputati e per il Senato della Repubblica un sistema di elezione misto, in parte maggioritario e in parte proporzionale. Il 75% dei parlamentari dell'assemblea veniva eletto in collegi uninominali tramite sistema maggioritario a turno unico; il restante 25% al Senato veniva eletto tramite recupero proporzionale dei più votati non eletti attraverso un meccanismo di calcolo denominato "scorporo", cioè sottraendo dal conteggio dei voti totali di una lista nella parte proporzionale i voti ottenuti dai candidati collegati alla medesima lista che erano eletti nei collegi uninominali con il sistema maggioritario.

### Territorio
Il collegio di Milano II era uno dei 31 collegi uninominali in cui era suddivisa la Lombardia; comprendeva parte del comune di Milano.

## Dati elettorali

### I legislatura
|                                                                                | Edoardo Origlia                   | Democrazia Cristiana                             | 68 184  | 54,45 |  |  |  |  |  |
|                                                                                | Dino Gentil                       | Fronte Democratico Popolare                      | 30 735  | 24,55 |  |  |  |  |  |
|                                                                                | Giovanni Battista Boeri ✔️ Eletto | Unità Socialista - Partito Repubblicano Italiano | 26 294  | 21,00 |  |  |  |  |  |
| Totale                                                                         | Totale                            | Totale                                           | 125 213 | 100   |  |  |  |  |  |
|                                                                                |                                   |                                                  |         |       |  |  |  |  |  |
| Voti non validi                                                                | Voti non validi                   | Voti non validi                                  | 3 473   | 2,70  |  |  |  |  |  |
| Votanti                                                                        | Votanti                           | Votanti                                          | 128 686 | 88,23 |  |  |  |  |  |
| Elettori                                                                       | Elettori                          | Elettori                                         | 145 853 |       |  |  |  |  |  |
|                                                                                |                                   |                                                  |         |       |  |  |  |  |  |
| Nota: quorum del 65% non raggiunto; ripartizione dei seggi a livello regionale |                                   |                                                  |         |       |  |  |  |  |  |
| Data: 18 aprile 1948                                                           |                                   |                                                  |         |       |  |  |  |  |  |
| Fonte: Ministero dell'interno                                                  |                                   |                                                  |         |       |  |  |  |  |  |

### II legislatura
|                                                                                | Edoardo Origlia       | Democrazia Cristiana                    | 48 874  | 38,65 |  |  |  |  |  |
|                                                                                | Antonio Sanna         | Partito Comunista Italiano              | 17 248  | 13,64 |  |  |  |  |  |
|                                                                                | Dino Cassoni          | Partito Socialista Italiano             | 15 730  | 12,44 |  |  |  |  |  |
|                                                                                | Lodovico D'Aragona    | Partito Socialista Democratico Italiano | 12 580  | 9,95  |  |  |  |  |  |
|                                                                                | Giuseppe De Francesco | Partito Nazionale Monarchico            | 9 665   | 7,64  |  |  |  |  |  |
|                                                                                | Angiolo Tarchi        | Movimento Sociale Italiano              | 9 260   | 7,32  |  |  |  |  |  |
|                                                                                | Vittorio Alfieri      | Partito Liberale Italiano               | 6 265   | 4,95  |  |  |  |  |  |
|                                                                                | Ferruccio Parri       | Unità Popolare                          | 4 031   | 3,19  |  |  |  |  |  |
|                                                                                | Pietro Usuelli        | Partito Repubblicano Italiano           | 2 199   | 1,74  |  |  |  |  |  |
|                                                                                | Mario Ungari          | Alleanza Democratica Nazionale          | 607     | 0,48  |  |  |  |  |  |
| Totale                                                                         | Totale                | Totale                                  | 126 459 | 100   |  |  |  |  |  |
|                                                                                |                       |                                         |         |       |  |  |  |  |  |
| Voti non validi                                                                | Voti non validi       | Voti non validi                         | 3 372   | 2,60  |  |  |  |  |  |
| Votanti                                                                        | Votanti               | Votanti                                 | 129 831 | 92,79 |  |  |  |  |  |
| Elettori                                                                       | Elettori              | Elettori                                | 139 922 |       |  |  |  |  |  |
|                                                                                |                       |                                         |         |       |  |  |  |  |  |
| Nota: quorum del 65% non raggiunto; ripartizione dei seggi a livello regionale |                       |                                         |         |       |  |  |  |  |  |
| Data: 7 giugno 1953                                                            |                       |                                         |         |       |  |  |  |  |  |
| Fonte: Ministero dell'interno                                                  |                       |                                         |         |       |  |  |  |  |  |

### III legislatura
|                                                                                | Umberto Rovolta            | Democrazia Cristiana                    | 39 628  | 32,34 |  |  |  |  |  |
|                                                                                | Mario Dal Pra              | Partito Socialista Italiano             | 18 580  | 15,16 |  |  |  |  |  |
|                                                                                | Vincenzo Palumbo           | Partito Liberale Italiano               | 16 965  | 13,85 |  |  |  |  |  |
|                                                                                | Bruzio Manzocchi           | Partito Comunista Italiano              | 16 671  | 13,61 |  |  |  |  |  |
|                                                                                | Giuseppe Faravelli         | Partito Socialista Democratico Italiano | 11 846  | 9,67  |  |  |  |  |  |
|                                                                                | Gastone Nencioni ✔️ Eletto | Movimento Sociale Italiano              | 9 046   | 7,38  |  |  |  |  |  |
|                                                                                | Giuseppe De Francesco      | Partito Monarchico Popolare             | 6 059   | 4,94  |  |  |  |  |  |
|                                                                                | Mary Tibaldi Chiesa        | PRI - PR                                | 3 071   | 2,51  |  |  |  |  |  |
|                                                                                | Riccardo Malpiero          | Movimento Comunità                      | 663     | 0,54  |  |  |  |  |  |
| Totale                                                                         | Totale                     | Totale                                  | 122 529 | 100   |  |  |  |  |  |
|                                                                                |                            |                                         |         |       |  |  |  |  |  |
| Voti non validi                                                                | Voti non validi            | Voti non validi                         | 4 115   | 3,25  |  |  |  |  |  |
| Votanti                                                                        | Votanti                    | Votanti                                 | 126 644 | 93,09 |  |  |  |  |  |
| Elettori                                                                       | Elettori                   | Elettori                                | 136 051 |       |  |  |  |  |  |
|                                                                                |                            |                                         |         |       |  |  |  |  |  |
| Nota: quorum del 65% non raggiunto; ripartizione dei seggi a livello regionale |                            |                                         |         |       |  |  |  |  |  |
| Data: 25 maggio 1958                                                           |                            |                                         |         |       |  |  |  |  |  |
| Fonte: Ministero dell'interno                                                  |                            |                                         |         |       |  |  |  |  |  |

### IV legislatura
|                                                                                | Luigi Grassi ✔️ Eletto     | Partito Liberale Italiano                        | 33 752  | 27,47 |  |  |  |  |  |
|                                                                                | C. Lancellotti             | Democrazia Cristiana                             | 26 136  | 21,27 |  |  |  |  |  |
|                                                                                | C. Olmini                  | Partito Comunista Italiano                       | 19 115  | 15,56 |  |  |  |  |  |
|                                                                                | F. Albizzati               | Partito Socialista Italiano                      | 17 676  | 14,38 |  |  |  |  |  |
|                                                                                | I. Lombardi                | Partito Socialista Democratico Italiano          | 12 060  | 9,81  |  |  |  |  |  |
|                                                                                | Gastone Nencioni ✔️ Eletto | Movimento Sociale Italiano                       | 10 351  | 8,42  |  |  |  |  |  |
|                                                                                | F. Masi                    | Partito Democratico Italiano di Unità Monarchica | 2 527   | 2,06  |  |  |  |  |  |
|                                                                                | G. Boeri                   | Partito Repubblicano Italiano                    | 1 262   | 1,03  |  |  |  |  |  |
| Totale                                                                         | Totale                     | Totale                                           | 122 879 | 100   |  |  |  |  |  |
|                                                                                |                            |                                                  |         |       |  |  |  |  |  |
| Voti non validi                                                                | Voti non validi            | Voti non validi                                  | 3 948   | 3,11  |  |  |  |  |  |
| Votanti                                                                        | Votanti                    | Votanti                                          | 126 827 | 93,25 |  |  |  |  |  |
| Elettori                                                                       | Elettori                   | Elettori                                         | 136 014 |       |  |  |  |  |  |
|                                                                                |                            |                                                  |         |       |  |  |  |  |  |
| Nota: quorum del 65% non raggiunto; ripartizione dei seggi a livello regionale |                            |                                                  |         |       |  |  |  |  |  |
| Data: 28 aprile 1963                                                           |                            |                                                  |         |       |  |  |  |  |  |
| Fonte: Ministero dell'interno                                                  |                            |                                                  |         |       |  |  |  |  |  |

### V legislatura
|                                                                                | A. Giambelli                  | Democrazia Cristiana          | 32 730  | 28,99 |  |  |  |  |  |
|                                                                                | Francantonio Biaggi ✔️ Eletto | Partito Liberale Italiano     | 25 557  | 22,64 |  |  |  |  |  |
|                                                                                | C. Annaratone                 | PCI - PSIUP                   | 21 588  | 19,12 |  |  |  |  |  |
|                                                                                | C. Arnaudi                    | PSI-PSDI Unificati            | 21 206  | 18,78 |  |  |  |  |  |
|                                                                                | Gastone Nencioni ✔️ Eletto    | Movimento Sociale Italiano    | 8 679   | 7,69  |  |  |  |  |  |
|                                                                                | A. Mondadori                  | Partito Repubblicano Italiano | 3 142   | 2,78  |  |  |  |  |  |
| Totale                                                                         | Totale                        | Totale                        | 112 902 | 100   |  |  |  |  |  |
|                                                                                |                               |                               |         |       |  |  |  |  |  |
| Voti non validi                                                                | Voti non validi               | Voti non validi               | 5 170   | 4,38  |  |  |  |  |  |
| Votanti                                                                        | Votanti                       | Votanti                       | 118 072 | 93,44 |  |  |  |  |  |
| Elettori                                                                       | Elettori                      | Elettori                      | 126 367 |       |  |  |  |  |  |
|                                                                                |                               |                               |         |       |  |  |  |  |  |
| Nota: quorum del 65% non raggiunto; ripartizione dei seggi a livello regionale |                               |                               |         |       |  |  |  |  |  |
| Data: 19 maggio 1968                                                           |                               |                               |         |       |  |  |  |  |  |
| Fonte: Ministero dell'interno                                                  |                               |                               |         |       |  |  |  |  |  |

### VI legislatura
|                                                                                | G. Zucchetti           | Democrazia Cristiana                            | 31 101  | 28,13 |  |  |  |  |  |
|                                                                                | G. Floreanini          | PCI - PSIUP                                     | 20 612  | 18,64 |  |  |  |  |  |
|                                                                                | Gastone Nencioni       | Movimento Sociale Italiano                      | 15 756  | 14,25 |  |  |  |  |  |
|                                                                                | Arturo Robba ✔️ Eletto | Partito Liberale Italiano                       | 15 630  | 14,14 |  |  |  |  |  |
|                                                                                | I. Badaracco           | Partito Socialista Italiano                     | 10 666  | 9,65  |  |  |  |  |  |
|                                                                                | Giovanni Spadolini     | Partito Repubblicano Italiano                   | 9 728   | 8,80  |  |  |  |  |  |
|                                                                                | E. Ariosto             | Partito Socialista Democratico Italiano         | 6 104   | 5,52  |  |  |  |  |  |
|                                                                                | F. Leonetti            | Partito Comunista (Marxista-Leninista) Italiano | 972     | 0,88  |  |  |  |  |  |
| Totale                                                                         | Totale                 | Totale                                          | 110 569 | 100   |  |  |  |  |  |
|                                                                                |                        |                                                 |         |       |  |  |  |  |  |
| Voti non validi                                                                | Voti non validi        | Voti non validi                                 | 3 005   | 2,65  |  |  |  |  |  |
| Votanti                                                                        | Votanti                | Votanti                                         | 113 574 | 93,85 |  |  |  |  |  |
| Elettori                                                                       | Elettori               | Elettori                                        | 121 021 |       |  |  |  |  |  |
|                                                                                |                        |                                                 |         |       |  |  |  |  |  |
| Nota: quorum del 65% non raggiunto; ripartizione dei seggi a livello regionale |                        |                                                 |         |       |  |  |  |  |  |
| Data: 7 maggio 1972                                                            |                        |                                                 |         |       |  |  |  |  |  |
| Fonte: Ministero dell'interno                                                  |                        |                                                 |         |       |  |  |  |  |  |

### VII legislatura
|                                                                                | Michele Saponara           | Democrazia Cristiana                    | 37 502  | 35,14 |  |  |  |  |  |
|                                                                                | Mario Spinella             | Partito Comunista Italiano              | 26 481  | 24,82 |  |  |  |  |  |
|                                                                                | Domenico Bellantoni        | Partito Socialista Italiano             | 10 105  | 9,47  |  |  |  |  |  |
|                                                                                | Gastone Nencioni ✔️ Eletto | Movimento Sociale Italiano              | 9 556   | 8,96  |  |  |  |  |  |
|                                                                                | Giovanni Spadolini         | Partito Repubblicano Italiano           | 9 335   | 8,75  |  |  |  |  |  |
|                                                                                | Antonio Baslini            | Partito Liberale Italiano               | 5 953   | 5,58  |  |  |  |  |  |
|                                                                                | Giovanni Pini              | Partito Socialista Democratico Italiano | 3 376   | 3,16  |  |  |  |  |  |
|                                                                                | Alessandro Tutino          | Democrazia Proletaria                   | 2 339   | 2,19  |  |  |  |  |  |
|                                                                                | Graziano Laurini           | Partito Radicale                        | 2 062   | 1,93  |  |  |  |  |  |
| Totale                                                                         | Totale                     | Totale                                  | 106 709 | 100   |  |  |  |  |  |
|                                                                                |                            |                                         |         |       |  |  |  |  |  |
| Voti non validi                                                                | Voti non validi            | Voti non validi                         | 2 388   | 2,19  |  |  |  |  |  |
| Votanti                                                                        | Votanti                    | Votanti                                 | 109 097 | 93,51 |  |  |  |  |  |
| Elettori                                                                       | Elettori                   | Elettori                                | 116 664 |       |  |  |  |  |  |
|                                                                                |                            |                                         |         |       |  |  |  |  |  |
| Nota: quorum del 65% non raggiunto; ripartizione dei seggi a livello regionale |                            |                                         |         |       |  |  |  |  |  |
| Data: 20 giugno 1976                                                           |                            |                                         |         |       |  |  |  |  |  |
| Fonte: Ministero dell'interno                                                  |                            |                                         |         |       |  |  |  |  |  |

### VIII legislatura
|                                                                                | A. Guatelli                    | Democrazia Cristiana                         | 32 481  | 32,17 |  |  |  |  |  |
|                                                                                | V. Spinazzola                  | Partito Comunista Italiano                   | 23 247  | 23,03 |  |  |  |  |  |
|                                                                                | A. Balzani                     | Partito Socialista Italiano                  | 9 916   | 9,82  |  |  |  |  |  |
|                                                                                | Giovanni Malagodi              | Partito Liberale Italiano                    | 8 683   | 8,60  |  |  |  |  |  |
|                                                                                | Giovanni Spadolini             | Partito Repubblicano Italiano                | 7 524   | 7,45  |  |  |  |  |  |
|                                                                                | Giorgio Pisanò ✔️ Eletto       | Movimento Sociale Italiano                   | 7 411   | 7,34  |  |  |  |  |  |
|                                                                                | Gianfranco Spadaccia ✔️ Eletto | Partito Radicale                             | 6 006   | 5,95  |  |  |  |  |  |
|                                                                                | P. Longo                       | Partito Socialista Democratico Italiano      | 3 732   | 3,70  |  |  |  |  |  |
|                                                                                | F. Calamida                    | Nuova Sinistra Unita                         | 1 327   | 1,31  |  |  |  |  |  |
|                                                                                | Gastone Nencioni               | Costituente di Destra - Democrazia Nazionale | 636     | 0,63  |  |  |  |  |  |
| Totale                                                                         | Totale                         | Totale                                       | 100 963 | 100   |  |  |  |  |  |
|                                                                                |                                |                                              |         |       |  |  |  |  |  |
| Voti non validi                                                                | Voti non validi                | Voti non validi                              | 3 679   | 3,52  |  |  |  |  |  |
| Votanti                                                                        | Votanti                        | Votanti                                      | 104 642 | 91,96 |  |  |  |  |  |
| Elettori                                                                       | Elettori                       | Elettori                                     | 113 795 |       |  |  |  |  |  |
|                                                                                |                                |                                              |         |       |  |  |  |  |  |
| Nota: quorum del 65% non raggiunto; ripartizione dei seggi a livello regionale |                                |                                              |         |       |  |  |  |  |  |
| Data: 3 giugno 1979                                                            |                                |                                              |         |       |  |  |  |  |  |
| Fonte: Ministero dell'interno                                                  |                                |                                              |         |       |  |  |  |  |  |

### IX legislatura
|                                                                                | Giorgio Pastori          | Democrazia Cristiana                    | 20 420  | 22,81 |  |  |  |  |  |
|                                                                                | Mario Spinella           | Partito Comunista Italiano              | 19 620  | 21,91 |  |  |  |  |  |
|                                                                                | Giovanni Spadolini       | Partito Repubblicano Italiano           | 16 063  | 17,94 |  |  |  |  |  |
|                                                                                | Giorgio Pisanò ✔️ Eletto | Movimento Sociale Italiano              | 8 230   | 9,19  |  |  |  |  |  |
|                                                                                | Bettino Craxi            | Partito Socialista Italiano             | 8 154   | 9,11  |  |  |  |  |  |
|                                                                                | Giovanni Malagodi        | Partito Liberale Italiano               | 7 378   | 8,24  |  |  |  |  |  |
|                                                                                | Gianfranco Spadaccia     | Partito Radicale                        | 2 666   | 2,98  |  |  |  |  |  |
|                                                                                | Francesco Guarnera       | Partito Socialista Democratico Italiano | 2 612   | 2,92  |  |  |  |  |  |
|                                                                                | Guido Pollice            | Democrazia Proletaria                   | 2 237   | 2,50  |  |  |  |  |  |
|                                                                                | Giovanni Testa           | Partito Nazionale Pensionati            | 1 926   | 2,15  |  |  |  |  |  |
|                                                                                | Giovanni Bocchi          | Lista per Trieste                       | 134     | 0,15  |  |  |  |  |  |
|                                                                                | Mario Savoldi            | Partito Cristiano Azione Sociale        | 89      | 0,10  |  |  |  |  |  |
| Totale                                                                         | Totale                   | Totale                                  | 89 529  | 100   |  |  |  |  |  |
|                                                                                |                          |                                         |         |       |  |  |  |  |  |
| Voti non validi                                                                | Voti non validi          | Voti non validi                         | 4 992   | 5,28  |  |  |  |  |  |
| Votanti                                                                        | Votanti                  | Votanti                                 | 94 521  | 86,93 |  |  |  |  |  |
| Elettori                                                                       | Elettori                 | Elettori                                | 108 738 |       |  |  |  |  |  |
|                                                                                |                          |                                         |         |       |  |  |  |  |  |
| Nota: quorum del 65% non raggiunto; ripartizione dei seggi a livello regionale |                          |                                         |         |       |  |  |  |  |  |
| Data: 26 giugno 1983                                                           |                          |                                         |         |       |  |  |  |  |  |
| Fonte: Ministero dell'interno                                                  |                          |                                         |         |       |  |  |  |  |  |

### X legislatura
|                                                                                | G. Guzzetti         | Democrazia Cristiana                    | 22 600  | 26,51 |  |  |  |  |  |
|                                                                                | G. Cervetti         | Partito Comunista Italiano              | 16 009  | 18,78 |  |  |  |  |  |
|                                                                                | G. Agina            | Partito Socialista Italiano             | 13 376  | 15,69 |  |  |  |  |  |
|                                                                                | G. Spadolini        | Partito Repubblicano Italiano           | 9 348   | 10,97 |  |  |  |  |  |
|                                                                                | G. Pisanò ✔️ Eletto | Movimento Sociale Italiano              | 6 994   | 8,21  |  |  |  |  |  |
|                                                                                | G. Malagodi         | Partito Liberale Italiano               | 5 251   | 6,16  |  |  |  |  |  |
|                                                                                | F. Corleone         | Partito Radicale                        | 3 246   | 3,81  |  |  |  |  |  |
|                                                                                | M. Grosso           | Lista Verde                             | 3 147   | 3,69  |  |  |  |  |  |
|                                                                                | G. Pollice          | Democrazia Proletaria                   | 2 676   | 3,14  |  |  |  |  |  |
|                                                                                | F. Passoni          | Partito Socialista Democratico Italiano | 1 219   | 1,43  |  |  |  |  |  |
|                                                                                | I. Spillotti        | Liga Veneta                             | 696     | 0,82  |  |  |  |  |  |
|                                                                                | G. Leoni            | Lega Lombarda                           | 524     | 0,61  |  |  |  |  |  |
|                                                                                | P. Venezia          | Alleanza Popolare Pensionati            | 152     | 0,18  |  |  |  |  |  |
| Totale                                                                         | Totale              | Totale                                  | 85 238  | 100   |  |  |  |  |  |
|                                                                                |                     |                                         |         |       |  |  |  |  |  |
| Voti non validi                                                                | Voti non validi     | Voti non validi                         | 3 389   | 3,82  |  |  |  |  |  |
| Votanti                                                                        | Votanti             | Votanti                                 | 88 627  | 86,45 |  |  |  |  |  |
| Elettori                                                                       | Elettori            | Elettori                                | 102 520 |       |  |  |  |  |  |
|                                                                                |                     |                                         |         |       |  |  |  |  |  |
| Nota: quorum del 65% non raggiunto; ripartizione dei seggi a livello regionale |                     |                                         |         |       |  |  |  |  |  |
| Data: 14 giugno 1987                                                           |                     |                                         |         |       |  |  |  |  |  |
| Fonte: Ministero dell'interno                                                  |                     |                                         |         |       |  |  |  |  |  |

### XI legislatura
|                                                                                | Marisa Bedoni              | Lega Lombarda                           | 13 497 | 16,78 |  |  |  |  |  |
|                                                                                | Attilio Ventura            | Democrazia Cristiana                    | 13 433 | 16,70 |  |  |  |  |  |
|                                                                                | Ferdinando Targetti        | Partito Democratico della Sinistra      | 10 180 | 12,66 |  |  |  |  |  |
|                                                                                | Giorgio Covi ✔️ Eletto     | Partito Repubblicano Italiano           | 8 954  | 11,13 |  |  |  |  |  |
|                                                                                | Adriano De Maio            | Partito Socialista Italiano             | 7 609  | 9,46  |  |  |  |  |  |
|                                                                                | Antonio Baslini            | Partito Liberale Italiano               | 5 400  | 6,71  |  |  |  |  |  |
|                                                                                | Ignazio La Russa ✔️ Eletto | Movimento Sociale Italiano              | 4 943  | 6,15  |  |  |  |  |  |
|                                                                                | Adriano Guarnieri          | Partito della Rifondazione Comunista    | 3 907  | 4,86  |  |  |  |  |  |
|                                                                                | Fulco Pratesi ✔️ Eletto    | Federazione dei Verdi                   | 3 644  | 4,53  |  |  |  |  |  |
|                                                                                | Emma Bonino                | Lista Marco Pannella                    | 2 168  | 2,70  |  |  |  |  |  |
|                                                                                | Massimo Severo Giannini    | Sì Referendum                           | 1 664  | 2,07  |  |  |  |  |  |
|                                                                                | Maria Grazia Gioè          | Partito Pensionati                      | 1 135  | 1,41  |  |  |  |  |  |
|                                                                                | Annunciata Savoldi         | Lega Alpina Lumbarda                    | 913    | 1,14  |  |  |  |  |  |
|                                                                                | Roberto Bernardelli        | La Lega Casalinghe-Pensionati           | 852    | 1,06  |  |  |  |  |  |
|                                                                                | Carlo Vizzini              | Partito Socialista Democratico Italiano | 641    | 0,80  |  |  |  |  |  |
|                                                                                | Lorenzo Rossi              | Lega Lombardia Europea                  | 590    | 0,73  |  |  |  |  |  |
|                                                                                | Gaetano Azzolina           | Federalismo - Pensionati Uomini Vivi    | 323    | 0,40  |  |  |  |  |  |
|                                                                                | Maurizio Vanzulli          | Alleanza Lombarda Autonomia             | 297    | 0,37  |  |  |  |  |  |
|                                                                                | Giorgio Pisanò             | Movimento Fascismo e Libertà            | 163    | 0,20  |  |  |  |  |  |
|                                                                                | Gianfranco De Gasperi      | Caccia Pesca Ambiente                   | 122    | 0,15  |  |  |  |  |  |
| Totale                                                                         | Totale                     | Totale                                  | 80 435 | 100   |  |  |  |  |  |
|                                                                                |                            |                                         |        |       |  |  |  |  |  |
| Voti non validi                                                                | Voti non validi            | Voti non validi                         | 3 160  | 3,78  |  |  |  |  |  |
| Votanti                                                                        | Votanti                    | Votanti                                 | 83 595 | 86,10 |  |  |  |  |  |
| Elettori                                                                       | Elettori                   | Elettori                                | 97 090 |       |  |  |  |  |  |
|                                                                                |                            |                                         |        |       |  |  |  |  |  |
| Nota: quorum del 65% non raggiunto; ripartizione dei seggi a livello regionale |                            |                                         |        |       |  |  |  |  |  |
| Data: 5 aprile 1992                                                            |                            |                                         |        |       |  |  |  |  |  |
| Fonte: Ministero dell'interno                                                  |                            |                                         |        |       |  |  |  |  |  |